# 11685 Adamcurry
11685 Adamcurry eller 1998 FW19 är en asteroid i huvudbältet som upptäcktes den 20 mars 1998 av LINEAR i Socorro County, New Mexico. Den är uppkallad efter Adam Michael Curry.
Asteroiden har en diameter på ungefär 2 kilometer.